# Лоне, Фабьен
Викторьен Фабьен Вьейяр (Лоне) (фр. Victorien Fabien Vieillard Launay; род. 23 марта 1877 г. Нёйи-сюр-Сен — ум. 7 февраля 1904 г. Аркашон, Франция) — французский художник, карикатурист и график.

## Жизнь и творчество
В 1888 году Фабьен Вьейяр поступает на учёбу в парижский лицей Кондорсе. Согласно воспоминаниям его соучеников, первые годы в лицее он проявил себя как скромный крестьянский юноша, недоверчивый и грубоватый. Уже во втором классе показал себя незаурядным рисовальщиком-карикатуристом, заносившим свои работы в отдельную тетрадь. Тогда же увлекается гравюрой, в том числе и цветной, и свою первую подписывает псевдонимом Лоне. В 1893 году, в июне Лоне выступает в парижском салоне Красного креста, и две его ксилографии публикуются в литературно-художественном журнале, издаваемом его друзьями Луи Лормелем, Морисом Кремницем и др.
В 1897 году Лоне арендует вместе с художником Жоржем Боттини мастерскую на рю де Муане. Третьим их близким другом становится писатель и журналист Гастон Павловски. В 1900 году Лоне присоединяется к группе творческой молодёжи, собирающейся периодически в парижском кафе де ла Плас Бланш (café de la Place Blanche), в которую также входят художники Пьер Жиро, Жак Вийон, Фелисьен Шансор и Юг Ребель. Согласно воспоминаниям современников, страдавший алкоголизмом Фабьен Лоне был высок, худ и почти лишён волос, однако часто выступал «судьёй» в разгоравшихся спорах о роли искусства. Был противником академизма в живописи, поэтому отказался от предложений участвовать в выставках Национального общества изящных искусств в 1901 году. В том же году примкнул к группе художников, создавших в ателье на рю де Ла Рошфуко 10 (rue de La Rochefoucauld,10) «Коллегию современной эстетики».
В 1902 и в 1903 годах выставлял свои работы в Салоне независимых. Произведения Фабьена Лоне при его жизни приобретали такие коллекционеры произведений искусства, как Оливье Сенсер и галеристка Берта Вейль. В августе 1903 года Гастон Павловски и Лоне издают альбом с рисунками и иллюстрациями художника сатирического характера.

## Галерея
- Портрет Мориса Кремица (март 1893 года)
- «Правосудие» (1903)
- Иллюстрация из журнала «Литература и искусство» (1893 год)